# Выборы в Государственное собрание Республики Марий Эл (2019)
Выборы депутатов Государственного собрания Республики Марий Эл VII созыва состоялись в Марий Эл в единый день голосования 8 сентября 2019 года. Партия «Единая Россия» победила как в едином (37,49 %), так и большинстве одномандатных округов (27 из 39) и получила большинство мест (33 из 52), потеряв при этом 13 мест. КПРФ получила 9 мест, ЛДПР и «Справедливая Россия» — по 3 места. Также были избраны 4 самовыдвиженца.

## Избирательная система
Депутаты Государственного собрания Республики Марий Эл избираются на 5 лет по смешанной системе (параллельное голосование).
На предыдущих выборах 2014 года из 52 депутатов 26 избирались по пропорциональному принципу, 26 депутатов — в одномандатных округах по системе относительного большинства. 21 февраля 2019 года Государственным собранием Республики Марий Эл был принят закон, изменивший соотношение количества депутатов и устранивший общую часть партийного списка.
По новой редакции закона, из 52 депутатов 13 избираются в едином избирательном округе по пропорциональному принципу из партийных списков. Каждая политическая партия должна составить партийный список, состоящий из региональных частей. Каждая региональная группа соответствует трём одномандатным округам и должна включать от 2 до 5 кандидатов. Региональных групп должно быть от 10 до 13. В список не могут быть включены члены иных политических партий.
Для получения мест партийный список должен преодолеть процентный барьер в 5 %. Если сумма голосов за партии, преодолевшие барьер, составляет менее 50 %, к распределению мандатов поочерёдно допускаются списки, набравшие менее 5 %, пока сумма голосов не превысит 50 %. Если за одну партию отдано более 50 % голосов, а остальные списки набрали менее 5 % голосов, к распределению мандатов допускается партия, которая заняла второе место. Между партиями места распределяются по методу Д’Ондта. Внутри партийных списков по одному мандату получают региональные группы, в которых партийный список набрал больший процент голосов.
Остальные 30 депутатов избираются в одномандатных округах по системе относительного большинства. Кандидаты выдвигаются партиями или в порядке самовыдвижения.

## Ключевые даты
- 6 июня Государственное собрание Республики Марий Эл назначило выборы на 8 сентября 2019 года (единый день голосования)[3].
- 7 июня
  - постановление о назначении выборов было опубликовано в СМИ.[4]
  - Избирательная комиссия Республики Марий Эл утвердила календарный план мероприятий по подготовке и проведению выборов.[4]
- с 8 июня по 7 июля — период выдвижения кандидатов и партийных списков.[4]
  - агитационный период начинается со дня выдвижения и заканчивается и прекращается за одни сутки до дня голосования.[4]
- с 24 июня по 24 июля — период представления документов для регистрации кандидатов и партийных списков.[4]
  - в течение 10 дней после принятия документов для регистрации — принятие решения о регистрации кандидата или списка либо об отказе в регистрации.[4]
- с 10 августа по 6 сентября — период агитации в СМИ.[4]
- 7 сентября — день тишины.[4]
- 8 сентября — день голосования.

## Участники
Согласно постановлению избирательной комиссии республики, 4 политические партии имели право выставить списки кандидатов без сбора подписей избирателей:
- Единая Россия
- Коммунистическая партия Российской Федерации
- ЛДПР — Либерально-демократическая партия России
- Справедливая Россия

### Партийные списки
Для регистрации партиям необходимо было собрать от 2712 до 2983 подписей (0,5 % от числа избирателей).
| Номер в бюллетене | Партия                                                                                           | Региональных групп | Кандидатов в списке | Статус списка          |  |
| ----------------- | ------------------------------------------------------------------------------------------------ | ------------------ | ------------------- | ---------------------- |  |
| 1                 | «Единая Россия»                                                                                  | 13                 | 44                  | зарегистрирован        |  |
| 2                 | Коммунистическая партия Российской Федерации                                                     | 13                 | 40                  | зарегистрирован        |  |
| 2                 | ЛДПР — Либерально-демократическая партия России                                                  | 13                 | 48                  | зарегистрирован        |  |
| 4                 | «Справедливая Россия»                                                                            | 13                 | 37                  | зарегистрирован        |  |
| 5                 | Партия пенсионеров                                                                               | 13                 | 29                  | зарегистрирован        |  |
| 6                 | Коммунистическая партия Коммунисты России                                                        | 12                 | 27                  | зарегистрирован        |  |
|                   |                                                                                                  |                    |                     |                        |  |
|                   | Партия Роста                                                                                     | 13                 | 30                  | отказано в регистрации |  |
|                   | «Добрых дел, защиты детей, женщин, свободы, природы и пенсионеров, против насилия над животными» | 10                 | 20                  | отказано в регистрации |  |
|                   | Партия Социальных Реформ — Прибыль от природных ресурсов — Народу                                | 13                 | 35                  | отказано в регистрации |  |
|                   | Российская экологическая партия «Зелёные»                                                        | 13                 | 31                  | отказано в регистрации |  |
| 1. 2.             |                                                                                                  |                    |                     |                        |  |

### Кандидаты по одномандатным округам
По 39 одномандатным округам кандидаты могли выдвигаться как от партии, так и путём самовыдвижения. Кандидатам необходимо собрать 3 % подписей от числа избирателей соответствующего одномандатного округа.
| Партия | Партия                                                            | Кандидатов | Кандидатов       |
| Партия | Партия                                                            | Выдвинуто  | Зарегистрировано |
| ------ | ----------------------------------------------------------------- | ---------- | ---------------- |
|        | «Единая Россия»                                                   | 39         | 38               |
|        | ЛДПР — Либерально-демократическая партия России                   | 39         | 37               |
|        | Партия Социальных Реформ — Прибыль от природных ресурсов — Народу | 4          | 0                |
|        | Коммунистическая партия Коммунисты России                         | 29         | 14               |
|        | Коммунистическая партия Российской Федерации                      | 25         | 22               |
|        | Партия Роста                                                      | 20         | 2                |
|        | Российская экологическая партия «Зелёные»                         | 2          | 0                |
|        | Российская партия пенсионеров за социальную справедливость        | 7          | 0                |
|        | «Справедливая Россия»                                             | 21         | 21               |
|        | Самовыдвижение                                                    | 27         | 7                |
| Всего  | Всего                                                             | 233        | 161              |

## Опросы
| Дата | Опрос проводил | ЕР            | КПРФ  | ЛДПР | СР   | Яблоко | Другая партия | Не опреде- лились | Испортят бюлле- тень | Иное |     |       |       |      |     |     |
| ---- | -------------- | ------------- | ----- | ---- | ---- | ------ | ------------- | ----------------- | -------------------- | ---- | --- | ----- | ----- | ---- | --- | --- |
| Дата | Опрос проводил | 26—29.03.2019 | ЦИПКР | 43 % | 18 % | 8,5 %  | Другая партия | Не опреде- лились | Испортят бюлле- тень | Иное | 3 % | 1,3 % | 8,5 % | 11 % | 1 % | 5 % |

## Результаты
| Партия                           | Партия                           | по единому округу | по единому округу | по единому округу | по единому округу | по единому округу | по одно- мандатным округам | по одно- мандатным округам | всего | всего | всего   | всего    |
| Партия                           | Партия                           | Голосов           | %                 | +/-               | Мест              | +/-               | Мест                       | +/-                        | Мест  | +/-   | %       | +/-      |
| -------------------------------- | -------------------------------- | ----------------- | ----------------- | ----------------- | ----------------- | ----------------- | -------------------------- | -------------------------- | ----- | ----- | ------- | -------- |
|                                  | «Единая Россия»                  | 70 777            | 37,49 %           | ▼27,91 %          | 6                 | ▼14               | 27                         | ▲1                         | 33    | ▼13   | 63,46 % | ▼25,00 % |
|                                  | КПРФ                             | 50 822            | 26,92 %           | ▲13,10 %          | 4                 | ▬0                | 5                          | ▲5                         | 9     | ▲5    | 17,31 % | ▲9,62 %  |
|                                  | ЛДПР                             | 29 786            | 15,78 %           | ▲7,52 %           | 2                 | ▬0                | 1                          | ▲1                         | 3     | ▲1    | 5,77 %  | ▲1,92 %  |
|                                  | «Справедливая Россия»            | 14 688            | 7,78 %            | ▲5,17 %           | 1                 | ▲1                | 2                          | ▲2                         | 3     | ▲3    | 5,77 %  | ▲5,77 %  |
|                                  |                                  |                   |                   |                   |                   |                   |                            |                            |       |       |         |          |
|                                  | Партия пенсионеров               | 9309              | 4,93 %            | —                 | 0                 | —                 |                            |                            | 0     | —     | 0 %     | —        |
|                                  | «Коммунисты России»              | 7627              | 4,04 %            | ▲1,28 %           | 0                 | ▬0                | 0                          | —                          | 0     | ▬0    | 0 %     | ▬0 %     |
|                                  | Партия Роста                     |                   |                   |                   |                   |                   | 0                          | —                          | 0     | —     | 0 %     | —        |
|                                  | Самовыдвижение                   |                   |                   |                   |                   |                   | 4                          | ▲4                         | 4     | ▲4    | 7,69 %  | ▲7,69 %  |
|                                  |                                  |                   |                   |                   |                   |                   |                            |                            |       |       |         |          |
| Действительные бюллетени         | Действительные бюллетени         | 183 009           | 96,94 %           | ▼1,13 %           |                   |                   |                            |                            |       |       |         |          |
| Недействительные бюллетени       | Недействительные бюллетени       | 5783              | 3,06 %            | ▲1,13 %           |                   |                   |                            |                            |       |       |         |          |
| Всего                            | Всего                            | 188 792           | 100 %             | —                 | 13                | ▼13               | 39                         | ▲13                        | 52    | ▬ 0   | 100 %   | —        |
|                                  |                                  |                   |                   |                   |                   |                   |                            |                            |       |       |         |          |
| Бюллетени, выданные на участках  | Бюллетени, выданные на участках  | 168 693           | 89,29 %           | ▲11,03 %          |                   |                   |                            |                            |       |       |         |          |
| Бюллетени, выданные вне участков | Бюллетени, выданные вне участков | 20 225            | 10,71 %           | ▼2,19 %           |                   |                   |                            |                            |       |       |         |          |
|                                  |                                  |                   |                   |                   |                   |                   |                            |                            |       |       |         |          |
| Явка                             | Явка                             | 188 918           | 35,03 %           | ▼6,69 %           |                   |                   |                            |                            |       |       |         |          |
| Число избирателей                | Число избирателей                | 539 345           | 100 %             |                   |                   |                   |                            |                            |       |       |         |          |

## Формирование
2 октября 2019 года начала работу первая сессия Государственного собрания Республики Марий Эл VII созыва. Было сформировано 5 фракций и 1 депутатская группа: «Единая Россия» (35 депутатов), КПРФ (9 депутатов), ЛДПР (3 депутата) и «Справедливая Россия» (3 депутата). Председателем Государственного собрания избран Анатолий Васильевич Смирнов («Единая Россия»). Первым заместителем председателя вновь избран Владимир Мухин («Единая Россия»), занимающий должность с 2008 года. Заместителями председателя избраны Наталья Козлова и Евгений Кузьмин («Единая Россия»). 7 октября на второй сессии Почётным председателем избран Юрий Минаков («Единая Россия»), возглавлявший парламент с 2000 года и уступивший на этих выборах в одномандатном округе № 1 Андрею Заболотских («Справедливая Россия»). Полномочиями члена Совета Федерации — представителя от Государственного собрания наделён Сергей Мартынов («Единая Россия»).
| Фракции | Фракции             | Членов  | Руководитель     |
| Фракции | Фракции             | Фракции | Фракции          |
| ------- | ------------------- | ------- | ---------------- |
|         | Единая Россия       | 35      | Владимир Мухин   |
|         | КПРФ                | 9       | Геннадий Зубков  |
|         | ЛДПР                | 3       | Антон Мирбадалев |
|         | Справедливая Россия | 3       | Наталия Глущенко |
|         |                     |         |                  |
|         | Вне фракций         | 2       | —                |